# Saint-Aupre
Saint-Aupre település Franciaországban, Isère megyében. Lakosainak száma 1200 fő (2022. január 1.). Saint-Aupre Saint-Nicolas-de-Macherin, Merlas, Miribel-les-Échelles, Saint-Étienne-de-Crossey és Saint-Joseph-de-Rivière községekkel határos.

## Népesség
A település népessége az elmúlt években az alábbi módon változott:
| Lakosok száma | 389  | 560  | 676  | 1046 | 1107 | 1123 | 1137 | 1157 | 1173 | 1200 |
|               | 1968 | 1982 | 1990 | 2006 | 2013 | 2015 | 2017 | 2019 | 2020 | 2022 |